# Tučapy (ort i Tjeckien, Södra Mähren)
Tučapy är en ort i Tjeckien.   Den ligger i regionen Södra Mähren, i den östra delen av landet, 200 km sydost om huvudstaden Prag. Tučapy ligger 255 meter över havet och antalet invånare är 499.
Terrängen runt Tučapy är platt åt sydost, men åt nordväst är den kuperad.Runt Tučapy är det ganska tätbefolkat, med 124 invånare per kvadratkilometer. Närmaste större samhälle är Vyškov, 7,6 km nordost om Tučapy. Trakten runt Tučapy består till största delen av jordbruksmark.